# 双門の滝
双門の滝（そうもんのたき）は、奈良県天川村にある滝。日本の滝百選の一つに選ばれている。上部は数段に分かれた段瀑で下部は細い岩肌の隙間を縫うように一気に落ちる。全体の落差は70メートル。弥山の登山道から入渓し、弥山川に沿って遡行の後、裏双門と呼ばれる岩尾根に登る。登った先の高台は俗に双門の滝テラスと呼ばれており、双門の滝を遠望できる。基本的に滝直下に行く一般ルートはない。やや北にある観音峰山山頂から弥山方面を見るとかなりの遠望だが滝の姿を見ることが出来る。

## 地質
双門の滝が流れる崖から観瀑尾根までは狭い谷になっており、右側は切り立った垂直の壁が続いている。双門の滝を含む弥山一帯は天川亜層群と呼ばれる地層帯に覆われる。手前にある白川八丁と呼ばれる川原では白い岩が占める白川八丁岩体と呼ばれる花崗岩体である。これは大嶺花崗岩類と呼ばれるこの付近一帯に広がる地質が露出したものであり、この花崗岩帯類の迸入に伴う熱変成作用によって，ホルンフェルス化した砂岩層（弥山砂岩）がやや広範囲に分布している。弥山川の谷が比較的幅が広く、かつ標高が高いのは、構成岩石が浸食作用に対して大きい抵抗力をもっていたこと、花崗岩類の迸入に伴う地盤上昇が著しかったことなどによるものと推測されており、急峻な滝が形成された理由とも考えられる。

## 交通アクセス
国道309号を使って天川村北角地区の熊渡へ向かう。最も近い鉄道駅からのアクセスは近鉄吉野線下市口駅から車で約45分。駐車場はないが熊渡の三叉路はかなり広いので路肩に駐車可能。ここ熊渡で東進する川迫（こうせい）川と南進する弥山川に分岐しており、弥山川に沿って南進する登山道から南下する。

## 行程
- 双門の滝に至る登山道ルートは超上級者コースで、雨天は入山禁止とされている[2]。
- 熊渡から南下すると直ぐ案内板があり、道程の模式図が記されている。30分程未舗装の林道を進むと分岐があり、右が弥山への登山道へと続き、左が双門の滝ルートとなっている。左に進むと間もなく川幅約40mの広い水無川の川原にでる。ここは白川八丁と呼ばれている。
- 白川八丁に入ってから30分程川原を遡行するとやがて水流が復活する。やがてガマ滝と呼ばれる小滝と堰堤が現れるので、これを越える。ここから岩が転がる沢を遡行する（所々鎖場やトラバースあり）と、吊橋と一の滝と呼ばれる滝が現れる。
- 一の滝、二の滝、三の滝と連続する連瀑帯があり双門の滝はこの上流に当たるが、三の滝付近から上は絶壁のため遡行出来ないため、滝の左側の尾根に沿って鉄製の梯子が設置されていて、沢から離れて裏双門と呼ばれる岩尾根を登るコースとなる。ここから鉄製の梯子と鎖場が続くほぼ直角の急登で、鉄製の梯子は全部で32本あり、横渡しの空中回廊状のものもある。高所恐怖症の人にはかなり困難。
- 梯子帯を登りきるとやや開けたテラス状の高台に出る。ここから双門の滝が遠望できる。
- 登山道はさらにザンギ平を経て、やがて双門の滝上流部で弥山登山道と合流する。かなりの上級者コース。